# Bunchosia leonis
Bunchosia leonis là một loài thực vật có hoa trong họ Malpighiaceae. Loài này được Britton & P.Wilson mô tả khoa học đầu tiên năm 1920.